# Robert Kanter
Robert Kanter (* 18. Juni 1992 in Cottbus) ist ein ehemaliger deutscher Bahnradsportler.

## Sportlicher Werdegang
Im Wettkampfjahr 2010 gewann Kanter bei den Junioren-Weltmeisterschaften in Montichiari im Teamsprint mit Philip Hindes und Stefan Bötticher die Bronzemedaille. Bei den Junioren-Bahn-Europameisterschaften in Sankt Petersburg errang er im 1000-Meter-Zeitfahren ebenfalls Bronze. Für diese Erfolge wurde Robert Kanter am 24. Juni 2011 mit der Eintragung in die Ehrenchronik der Stadt Cottbus gewürdigt.
Im Vorfeld der Olympischen Spiele 2012 in London war Kanter gemeinsam mit Alexander Reinelt ständiger Trainingspartner der beiden Fahrerinnen Miriam Welte und Kristina Vogel, die später die Goldmedaille im Teamsprint errangen.
Bei den UEC-Bahn-Europameisterschaften (U23) 2014 errang Robert Kanter gemeinsam mit Maximilian Dörnbach und Richard Aßmus die Bronzemedaille im Teamsprint. 2015 wurde er gemeinsam mit Eric Engler, Robert Förstemann und Tobias Wächter deutscher Meister im Teamsprint.
Nach den Deutschen Meisterschaften im Bahnradsport 2016 in Cottbus, bei denen er gemeinsam mit Eric Engler und Robert Förstemann erneut den Titel im Teamsprint errang, beendete Kanter seine sportliche Laufbahn.

## Nach dem Sport
Kanter hat den Beruf des Versicherungskaufmann erlernt. Am 26. Mai 2019 kandidierte er bei den Kommunalwahlen in Brandenburg für die FDP.

## Ehrungen
2011 wurde Kanter mit der Aufnahme in die Ehrenchronik der Stadt Cottbus geehrt.

## Erfolge
2010
- Junioren-Weltmeisterschaft – Teamsprint (mit Stefan Bötticher und Philip Hindes)
- Junioren-Europameisterschaft – 1000-Meter-Zeitfahren

2014
- U23-Europameisterschaft – Teamsprint (mit Richard Aßmus und Maximilian Dörnbach)

2015
- Deutscher Meister – Teamsprint (mit Eric Engler, Robert Förstemann und Tobias Wächter)

2016
- Deutscher Meister – Teamsprint (mit Eric Engler und Robert Förstemann)